# Leo Conitzer
Leo Conitzer (geboren am 1. Juli 1872 in Jeschewo, Provinz Pommern, Preußen, Deutsches Reich; gestorben am 29. August 1942 im Gebäude der Gestapo in Magdeburg) war ein deutscher Kaufmann und Mäzen.

## Familie

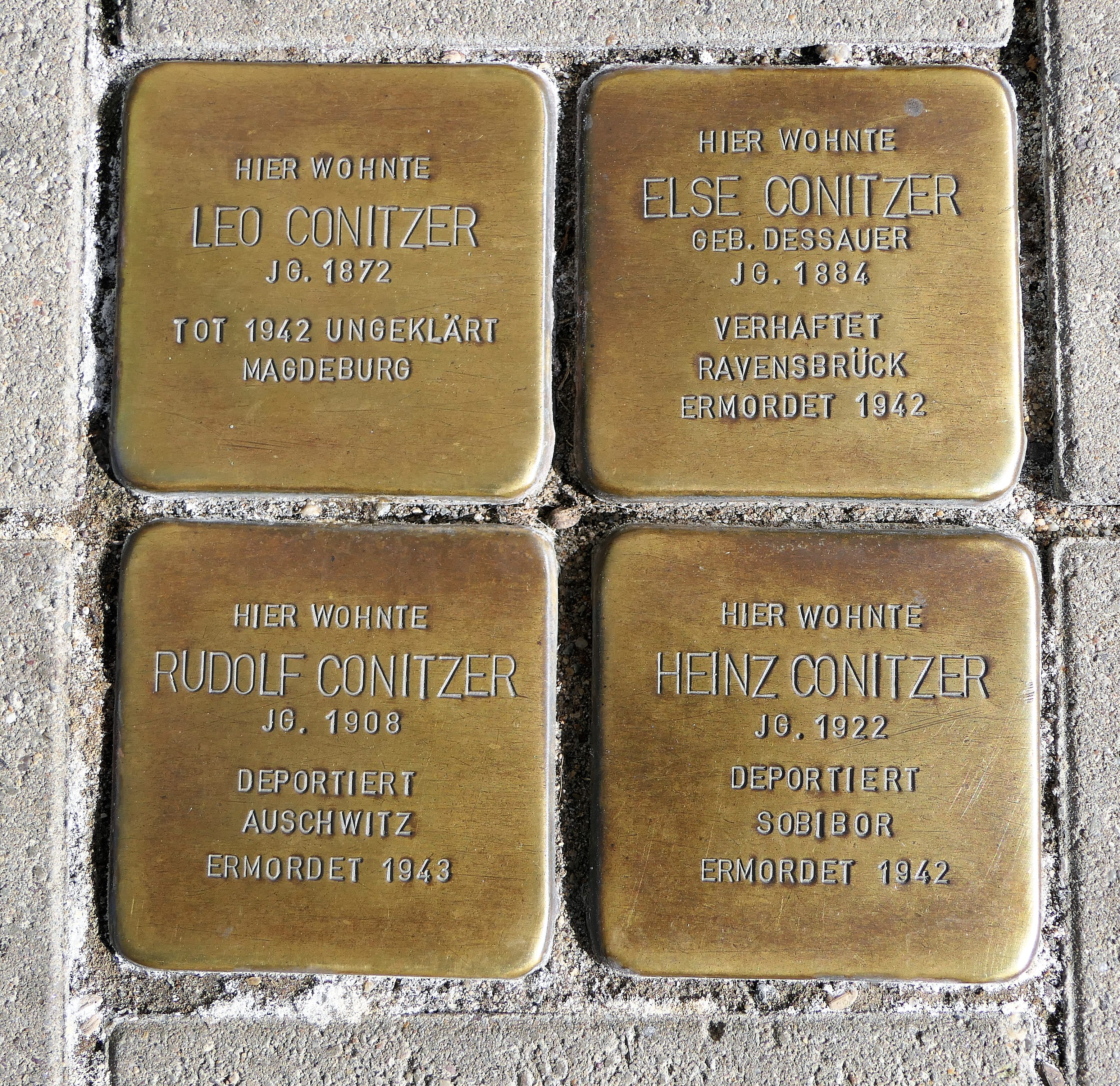
Stolpersteine für die ganze Familie, Salzer Straße 15–17, Schönebeck (Elbe)

Leo Conitzer war das zweitjüngste von sechs Kindern des Alexander Conitzer I (1823–1898), Leo war somit ein Neffe des Firmengründers Moses Juda Conitzer (1822–1902).
Leo hatte drei ältere Brüder, Sally (1857–1938), Israel (1864–1935) und Adolf (1866–1942) sowie eine ältere Schwester, Marie Mirjam (Martha) (1870–1942), und einen jüngeren Bruder, Aron Arthur (1874–1943).
Seine Schwester Marie (Martha) war später mit Nathan Arendt (1868–1937) verheiratet, der Teilhaber des Kaufhauses Conitzer & Co. in Tangerhütte (Altmark) war. Leos älteste Brüder Sally und Israel waren die Besitzer des Warenhauses Alexander Conitzer in Gosslershausen, Provinz Westpreußen, sein älterer Bruder Adolf war Teilhaber des Kaufhauses Conitzer & Co. in Aschersleben, Provinz Sachsen. Sein jüngerer Bruder Aron Arthur war Teilhaber der Conitzer-Kaufhäuser in Gosslershausen und Tangermünde (Elbe).
Leo Conitzer heiratete Else Dessauer (geboren am 20. Mai 1884 in Oschersleben a. d. Bode, Provinz Sachsen; ermordet am 10. Juli 1942 im Konzentrationslager Ravensbrück). Aus der Ehe gingen zwei Söhne hervor, Rudolf Aron Albert Adolf (geboren am 26. Oktober 1908 in Schönebeck a. Elbe; ermordet nach November 1941 im Ghetto Minsk) und Heinz Günther (geboren am 21. Februar 1922 in Schönebeck a. Elbe; ermordet am 15. Juni 1942 im Vernichtungslager Sobibór).

## Leben und Wirken

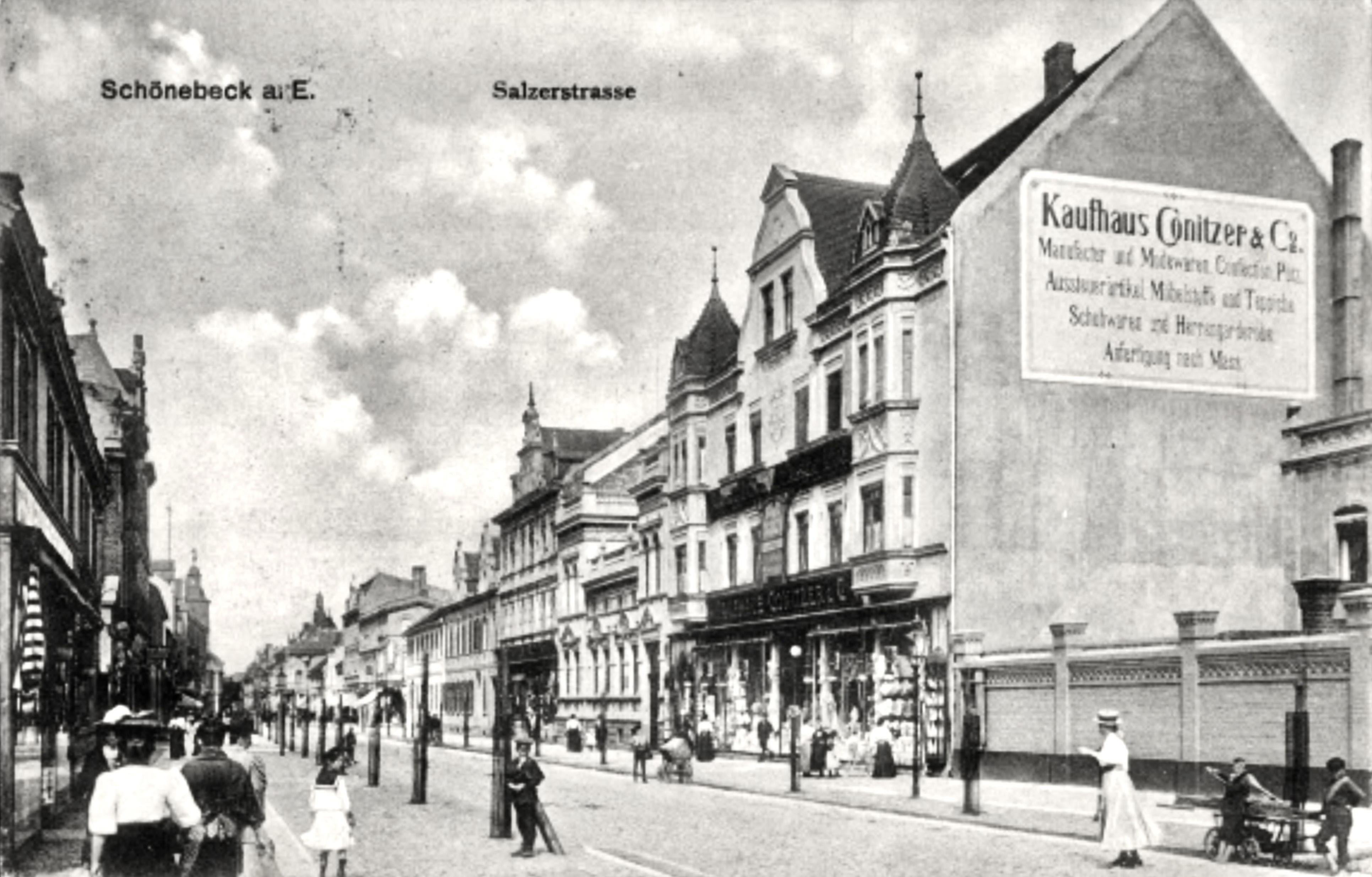
Kaufhaus Conitzer & Co., Schönebeck (Elbe), Salzerstrasse 15 und 17

Nach seiner kaufmännischen Ausbildung ließ Leo Conitzer ein Textilwarenhaus in Schönebeck (Elbe) in der Salzerstrasse 15 und 17 am Bahnbrückental errichten, das in der Folge unter Conitzer & Co. firmierte. Das Haus gehörte zum Konzern M. Conitzer & Söhne, dessen Betriebe ab 1908 als gemeinsamen Zentraleinkauf das „Engros- und Einkaufshaus für Textilwaren“ in Berlin betrieben und ab Januar 1927 in Interessengemeinschaft mit den Kaufhäusern von Hermann Tietz einen gemeinsamen Zentraleinkauf bildeten, der in Berlin angesiedelt war. Zusammen konnten die Kaufhäuser durch die Abnahme größerer Mengen günstigere Konditionen bei Lieferanten aushandeln und diese Preisvorteile an ihre Kunden weitergeben.
Leo Conitzer war als sozial eingestellter Geschäftsmann bekannt und geachtet, er spendete vor allem während der Krisenjahre der Weimarer Republik an Notleidende.
Während der organisierten Pogrome in der Nacht vom 9. zum 10. November 1938 wurden sowohl das Kaufhaus als auch die Wohnung der Familie Conitzer geplündert und zerstört, Leo Conitzer festgenommen und ins Konzentrationslager Buchenwald deportiert, wo er drei Monate inhaftiert war. 1940 musste seine Familie zwangsweise ins „Judenhaus“ Kirchstraße 2 umziehen, auf einem kleinen Handwagen zogen sie ihren letzten verbliebenen Besitz hinter sich her. 1942 wurde Leo Conitzer erneut festgenommen, nach Magdeburg verbracht und dort im Gebäude der Gestapo (StapoLSt Magdeburg), Klosterkirchhof 1, 70-jährig erschlagen. Ein Gedenkstein auf dem Israelitischen Friedhof Magdeburgs erinnert seit 1945 an ihn.